# Буль, Андре-Шарль
Андре́-Шарль Буль (фр. André-Charles Boulle; 11 ноября 1642 — 29 февраля 1732, Париж) — французский художник, резчик по дереву, гравёр, рисовальщик-орнаменталист, позолотчик, крупнейший мастер-мебельщик своей эпохи, создатель особенных техники и стиля художественной мебели, названных его именем — «техника буль», «стиль буль». За изысканность стиля и техники мастера называли «ювелиром мебели» (le joailler du meuble).

## Биография
Андре-Шарль Буль родился в семье столяра-краснодеревщика. Его дед, Пьер Буль (около 1595—1649) и отец Жан Буль (ок. 1616-?) были мастерами-мебельщиками. Отец мастера был придворным мебельщиком Людовика XIII и жил в Лувре. Однако дату и место рождения Андре-Шарля Буля (Париж), объявленные им самим, историки подвергают сомнению. Возможно, он родился в Гельдерланде (Голландия) и, скорее всего, был протестантом, что позднее по понятным причинам скрыл. Несколько поколений этой семьи были художниками и умелыми мастерами-краснодеревщиками. Первоначальное художественное образование получил в мастерской отца. С 1666 года он уже возглавляет собственную мастерскую, в которой к 1720 году трудилось до 20 человек.
Старейшая из сохранившихся записей о выплатах, произведенных Булю из королевской казны (1669), в качестве объекта платежа определяет ouvrages de peinture (с фр. — «живописные произведения»). Это позволяет предположить, что вначале Буль пробовал себя в качестве живописца. Однако именно предметы мебели принесли Андре-Шарлю Булю всемирную известность. Особенностью стиля мастера стала искусная инкрустация в технике маркетри, но главным образом углублённая интарсия, в которой он первым стал использовать необычные материалы.
В 1672 году по рекомендации Кольбера, представившего его «самым искусным краснодеревщиком Парижа», Людовик XIV выделил Булю помещение в галереях Лувра, в котором мастер прожил до конца своих дней, и назначил его «королевским мебельщиком» (ébéniste du Roi). Несмотря на высокое признание и обилие заказов, Буль постоянно нуждался в деньгах и даже был вынужден прибегнуть в 1704 году к заступничеству короля, предоставившего ему полугодовую отсрочку для урегулирования долговых конфликтов. В значительной мере затруднения с деньгами были вызваны страстью Буля к коллекционированию драгоценных камней, медалей, рисунков (в том числе 48 рисунков Рафаэля), гравюр и картин. Его мастерская в Лувре была заполнена образцами дерева редких тропических пород, образцов мебели. А.-Ш. Буля называли аристократом среди мебельщиков. Он тратил огромные деньги на свои приобретения и поддерживал дружеские связи с многими коллекционерами и меценатами, среди которых был Пьер-Жан Мариетт. Он был назначен мебельщиком дофина (наследника престола). В 1720 году мастера ждал тяжёлый удар: почти вся коллекция, а также ателье с инструментами, материалами и большим числом готовых изделий погибли при пожаре. Материальный ущерб оценили более чем в 40 000 ливров. Погибли рисунки Рафаэля и восковые модели скульптур Микеланджело. А.-Ш. Буль скончался 29 февраля 1732 года в Лувре, оставив четырём сыновьям все свои долги и права собственности на собственные произведения. Все четыре сына: Жан-Филипп (1678—1744), Пьер-Бенуа (ок.1683-1741), Андре-Шарль Второй (1685—1749) и Шарль-Жозеф (1688—1754) стали королевскими мебельщиками, но славы отца они не достигли.

## Творчество. Стиль и техника
Индивидуальный стиль этого выдающегося мастера отражает основные черты «большого стиля» эпохи Короля-Солнце Людовика XIV, соединяющего элементы классицизма и барокко. Изделия мастерской А.-Ш.Буля характеризуют строгость и монументальность в сочетании с пышностью и нарядностью, тектоничность формы с изысканностью декора различного цвета и фактуры. Красное, экзотические розовое и чёрное дерево Буль соединял с массивными литыми деталями из позолоченной бронзы. Пышно оформленные интерьеры «большого стиля», прежде всего Версаля, требовали именно такой мебели: другая потерялась бы на фоне насыщенных декором стен разноцветного мрамора, мозаик, зеркал и монументальных вызолоченных торшеров и канделябров. Если ранее придворные мебельщики назывались «столярами-мелочёвщиками» (menuisier), то Буль первым в 1762 году удостоился почётного звания королевского эбениста (ébéniste du Roi) — «чернодеревщика» (от греч. ebenos — чёрное дерево), то есть мастера высокого класса, работающего с самыми дорогими материалами.

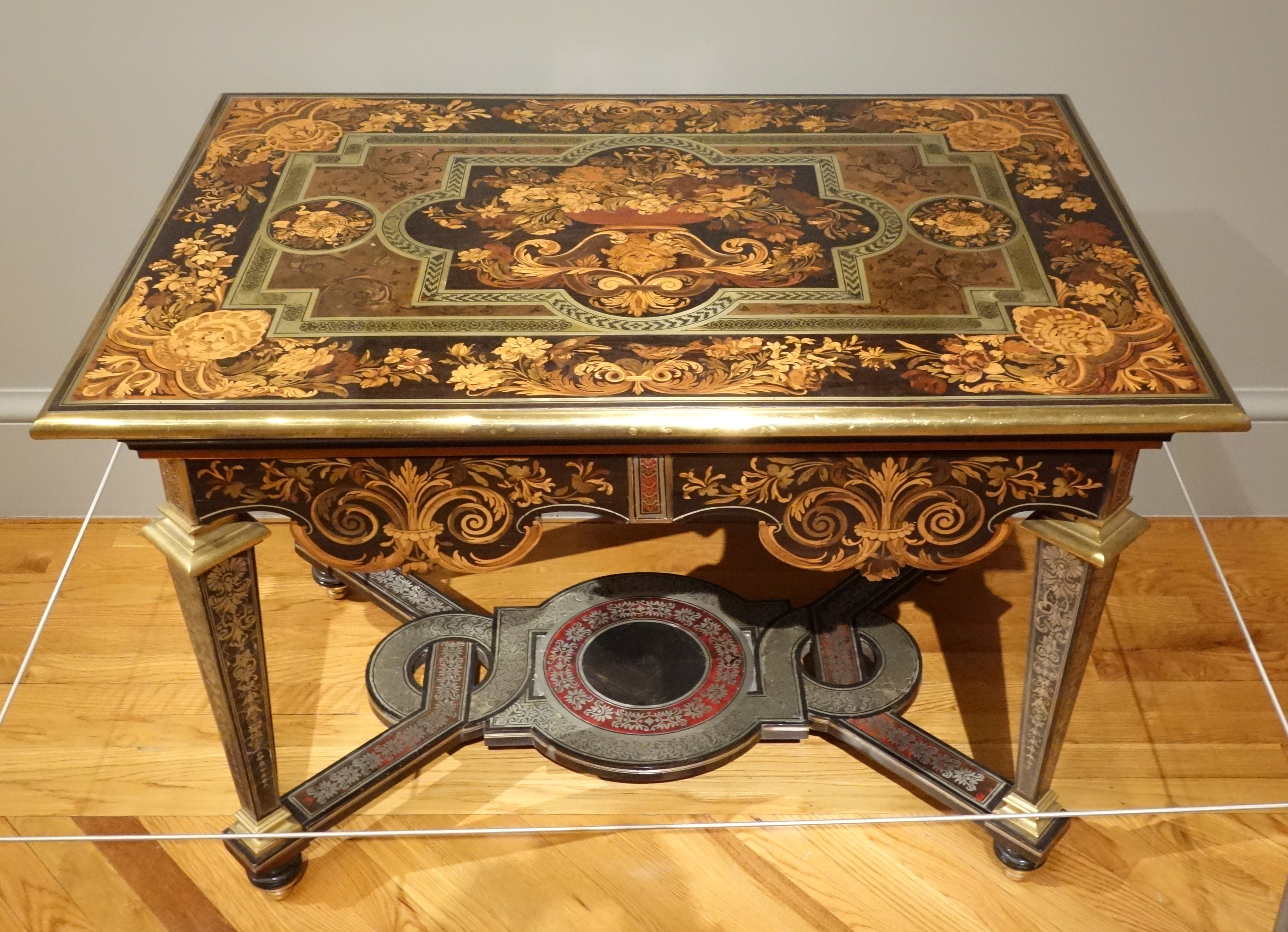
Стол работы А.-Ш. Буля. Ок. 1670—1680

Буль заменил рельефную резьбу декором, технику которого он придумал сам, опираясь на традиции итальянских мастеров XIV—XV веков. Она представляла собой не простую инкрустацию, а углублённую интарсию — врезание одного материала в другой. Мастер складывал в один «пакет» эффектно контрастирующие по цвету и фактуре материалы: красную медь, жёлтую латунь, серебро или матовое олово, тёмно-вишнёвый с разводами панцирь черепахи, слоновую кость и сияющий перламутр. Затем он выпиливал по заранее приготовленным шаблонам рисунок, применяя инверсию: технику декупюр: он менял местами «первую фигуру» (première partie) и фон (contrapartie) одного и того же рисунка, чередуя светлые и тёмные тона. Ранние изделия Буля ещё несовершенны, швы интарсии заполнены мастикой, зато в последующих, применяя «пакеты», Буль достиг абсолютной слитности фона и рисунка.
Вначале Буль использовал орнаментальные композиции Жана Берена, Даниэля и Жана Маро. Затем стал работать по собственным рисункам. Из Фландрии Буль заимствовал идею использования чёрного дерева, а у голландского мастера Яна ван Мекерена — мотивы цветочных букетов. Интарсию Буль дополнял гравировкой с чернью (ниелло). Для скульптурных деталей в мастерской Буля использовали мотивы кариатид, волют, пальметт. Все модели он рисовал и лепил сам. В центре — обязательный маскарон с ликом солнечного бога Аполлона и расходящимися от него веточками-лучами — эмблема Короля-Солнце.
Мастерская Буля производила массивные шкафы, кабинеты, бюро, футляры больших напольных часов. Буль коллекционировал орнаментальные рисунки и гравюры итальянских, фламандских и французских мастеров. Собственные проекты он публиковал в серии гравированных альбомов: «Новые идеи меблировки, бронзовых изделий и проектов мебели, сочинённые и награвированные А.-Ш. Булем». Шедевры мастерской Буля экспонируются в Лувре и Версале, в Музее Метрополитен в Нью-Йорке, в Музее Виктории и Альберта и в коллекции Уоллеса в Лондоне, музее Гюльбенкяна в Лиссабоне, музее Пола Гетти в Калифорнии, в других музеях и частных собраниях.
После смерти Буля его дело продолжали сыновья. В мастерской Шарля-Жозефа Буля, сына выдающегося мастера, начинал работать Жан-Франсуа Эбен, ученик которого Жан-Анри Ризенер продолжил традицию королевских мебельщиков. Учеником и продолжателем стиля выдающегося мастера был Шарль Крессан. Стилю «буль» подражали Э. Левассер и мебельщики семьи Дюбуа. «Английским Булем» называли голландского мебельщика Г. Иенсена, а также француза Л. Леганье, работавших в Лондоне. Технику «буль» применяли А.-Л. Белланж, Л.-Э. Лемаршан. В Германии: Й. Д. Зоммер, Ф. Плицнер, мастера фирмы «Эссер и Вольфхауер» в Аугсбурге. Близкую технику использовали итальянские мастера Пьетро Пиффетти и Дженнаро Сарао.
Мебель в стиле «буль» была востребована постоянно независимо от смены эпох и исторических стилей. В период Второго ампира во Франции в 1850—1870-х годах такую мебель производили мастера семьи Вассмю. Исторические образцы повторяли в периоды эклектики и модерна. Они до настоящего времени, наряду с работами самого Буля, высоко ценятся антикварами и коллекционерами, привлекают всеобщее внимание на международных аукционах.

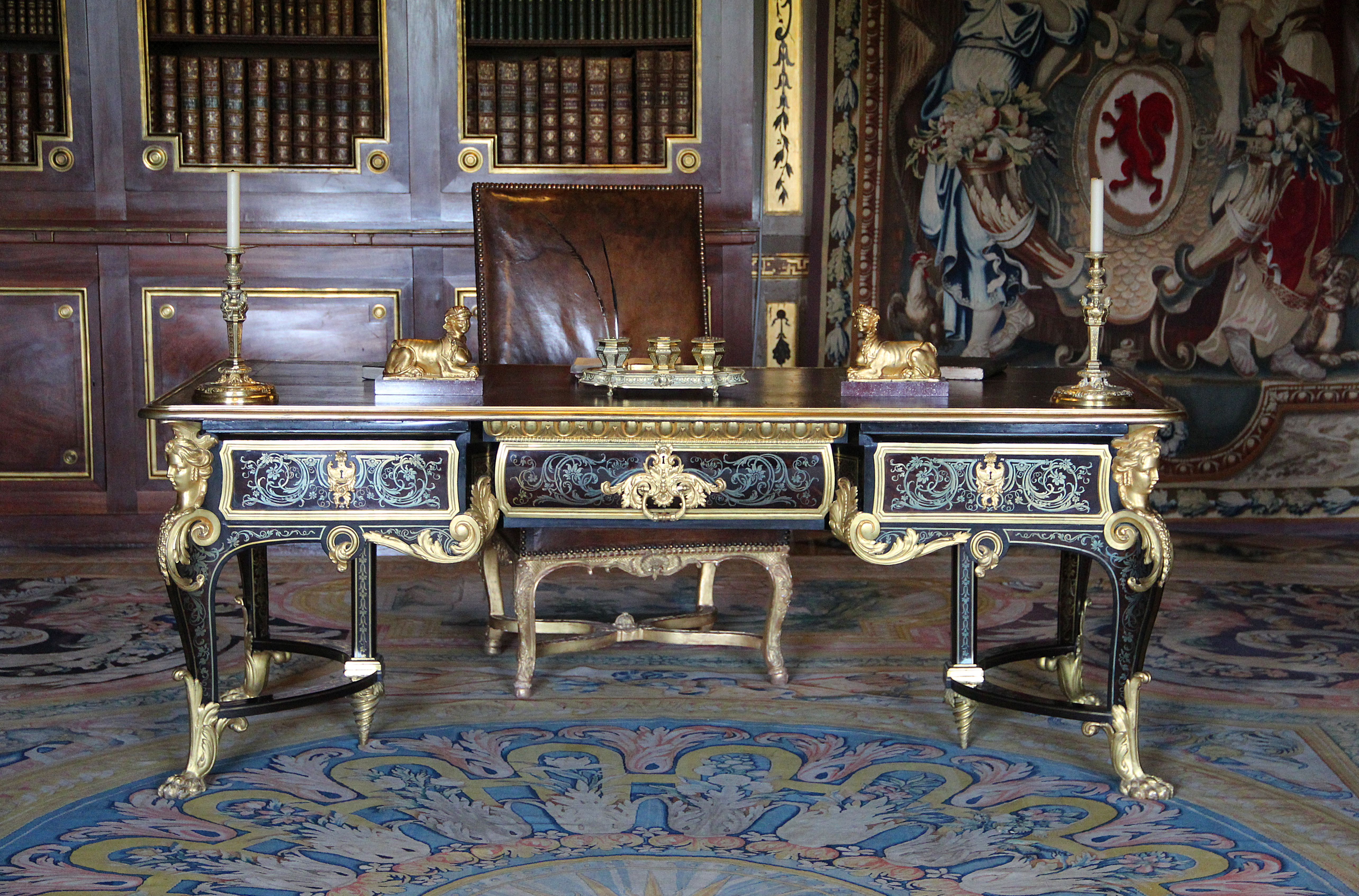
Письменный стол Н. Фуке. Дворец Во-ле-Виконт
Шкафчик. 1680—1700
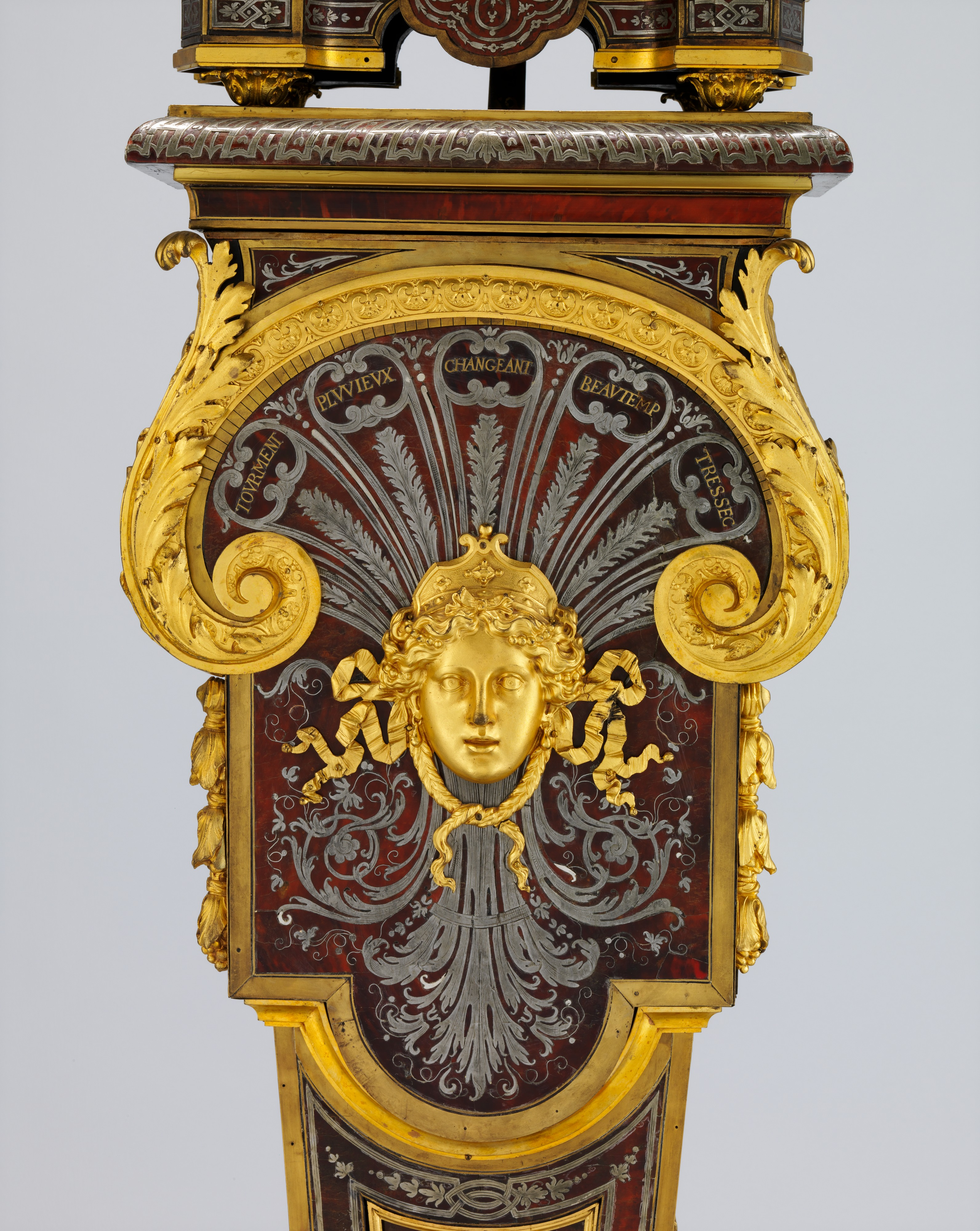
Часы на пьедестале. Ок. 1690
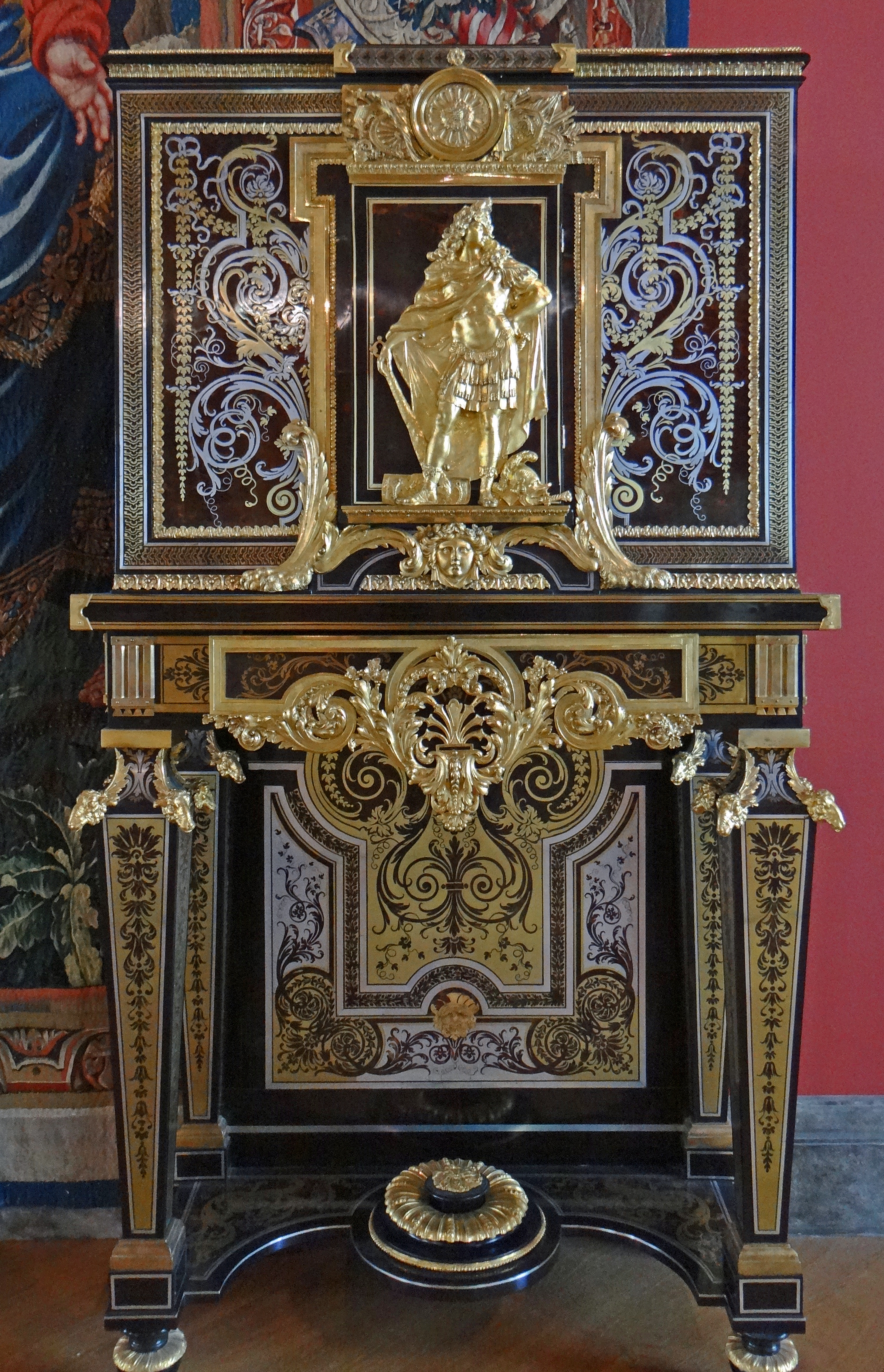
Шкаф. 1690—1710
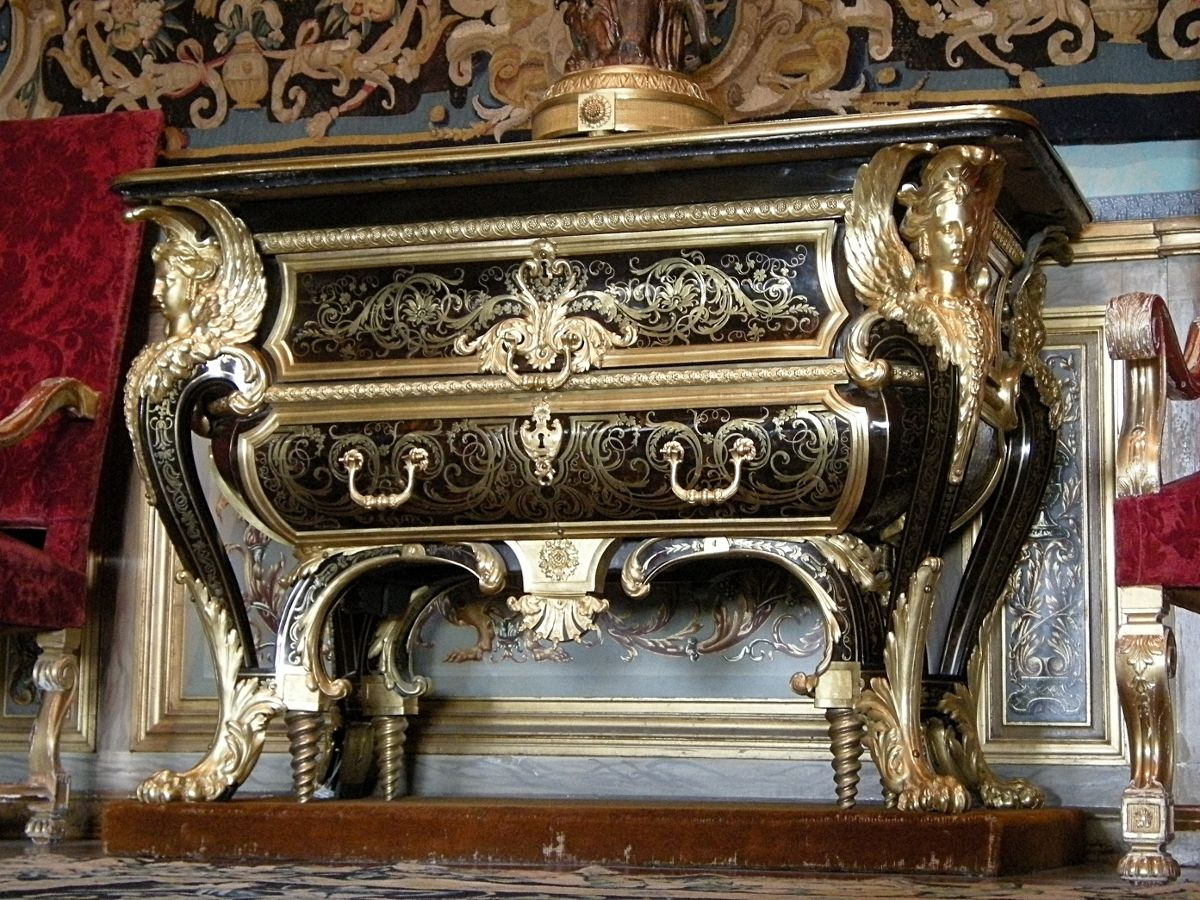
«Комод Мазарини». Кон. XVII — нач. XVIII века. Дворец Во-ле-Виконт
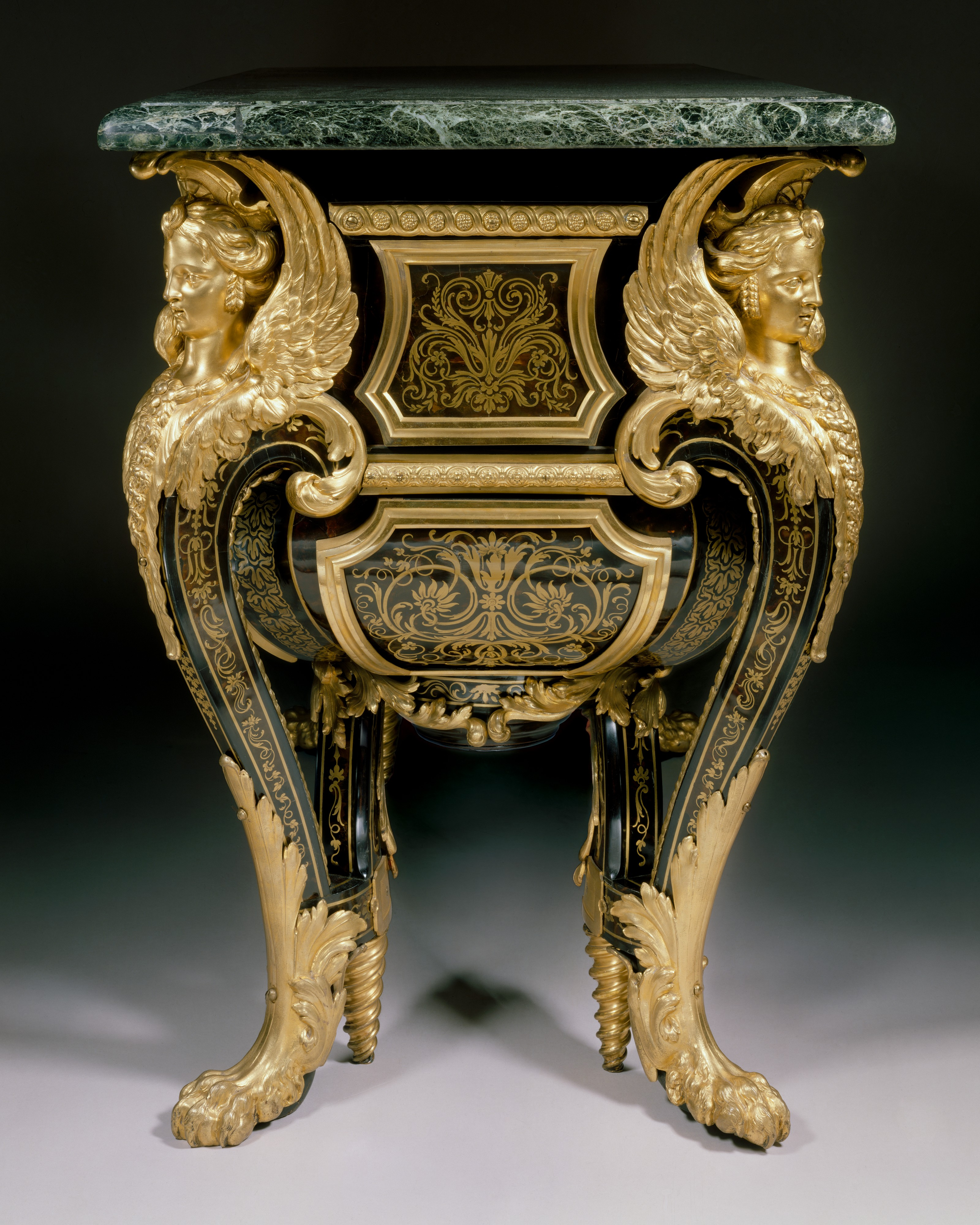
Комод. Ок. 1710—1720